# Zbigniew Skrudlik
Zbigniew Andrzej Skrudlik (ur. 12 maja 1934 w Jaśle) − polski florecista, dwukrotny medalista olimpijski i wielokrotny medalista mistrzostw świata.
Na igrzyskach olimpijskich w Tokio w 1964 roku wspólnie z Witoldem Woydą, Egonem Franke, Ryszardem Parulskim i Januszem Różyckim zdobył drużynowo srebrny medal. Brał też udział w igrzyskach olimpijskich w Meksyku w 1968 roku, gdzie Polacy w składzie: Zbigniew Skrudlik, Witold Woyda, Egon Franke, Ryszard Parulski i Adam Lisewski zajęli drużynowo trzecie miejsce. W obu przypadkach nie startował w zawodach indywidualnych. 
Podczas mistrzostw świata w Turynie w 1961 roku Parulski, Franke, Woyda, Skrudlik, Różycki i Henryk Nielaba wywalczyli brązowy medal w zawodach drużynowych. W konkurencji tej zdobył też srebrny medal na mistrzostwach świata w Paryżu (1965) oraz brązowe na mistrzostwach świata w Buenos Aires (1962), mistrzostwach świata w Moskwie (1966) i mistrzostwach świata w Montrealu (1967).
Indywidualnie zajął 4. miejsce we florecie podczas mistrzostw świata w Gdańsku w 1963. Dwa razy zdobył tytuł mistrza Polski we florecie (1961 i 1963), a trzy razy był wicemistrzem (1958 i 1968 we florecie i 1962 w szpadzie).
Po zakończeniu kariery był trenerem kadry narodowej florecistów, którą poprowadził do podwójnego mistrzostwa olimpijskiego w Monachium 1972 (indywidualnie Witold Woyda i drużyna).
W 1972 został odznaczony Krzyżem Kawalerskim Orderu Odrodzenia Polski. W 2013 otrzymał tytuł Honorowego Obywatela Miasta Jasła.